# بوكيمون بلاك 2 ووايت 2
بوكيمون بلاك 2 و وايت 2 (باليابانية: ポケットモンスターブラック2・ホワイト2) (نطق ياباني:Poketto Monsutā Burakku Tsū & Howaito Tsū) (بالإنجليزية: Pokémon Black 2 and White 2)‏, هي لعبة فيديو من تطوير ستوديو جيم فريك اليابانية، ومن نشر ذا بوكيمون كومباني التابعة لشركة نينتندو, صدرت في السوق سنة 2012, وتعمل لمنصة نينتندو دي إس المحمولة.

## المواقع الخارجية
- الموقع الرسمي
 (الإنجليزية)